# Sandi Thom
Alexandria "Sandi" Thom (sinh ngày 11 tháng 8 năm 1981) là một ca sĩ người Anh. Sandi ký hợp đồng thu âm với hãng RCA/Sony BMG, sau khi giọng ca của cô đã chinh phục hơn 100.000 khán thính giả toàn cầu nhờ những buổi "live show" trên mạng được truyền hình trực tuyến từ… phòng khách của cô.
Sandi đã làm chuyến "lưu diễn thế giới" qua việc trình diễn trực tuyến 21 buổi diễn liên tiếp nhau hằng đêm từ ngày 24-2, tại phòng khách chật hẹp của cô ở Tooting, tây nam London. Đêm diễn đầu tiên chỉ có 70 khản giả, nhưng sau đó nhảy vọt lên tới 70.000 người, rồi 120.000 khắp thế giới. Nhiều fan từ cả Jakarta và Pakistan đã bày tỏ lòng cảm kích.
Buổi ký hợp đồng thu âm chính thức của cô đã được phát hình trên mạng vào hôm 4-4, ngay tại "sân khấu" nhà ở của Sandi. Tại trang web chính thức www.sandithom.com, album đầu tay mang tên Smile... It Confuses People đã ra mắt vào 5-6 với single đầu tay "I Wish I Was A Punk Rocker"
Đầu tháng 6, bài hát I Wish I was a Punk Rocker của Sandi Thom đã chấm dứt 9 tuần thống trị của ca khúc Crazy (nhóm Gnarl Blarkey). Thành công của cả Crazy lẫn I wish I was a Punk Rocker đều cho thấy vị trí quan trọng của Internet trong đời sống hiện tại. Cuối tháng 3, Crazy đạt được vị trí đầu bảng xếp hạng chỉ nhờ vào lượng download bài hát hợp pháp chứ không nhờ vào lượng đĩa đơn bán ra. Đây là lần đầu tiên trong lịch sử âm nhạc nước Anh có một hiện tượng như vậy nhưng chắc chắn sẽ xuất hiện nhiều trong thời gian tới, khi tải nhạc hợp pháp từ mạng càng lúc càng giữ vai trò quan trọng đối với nền công nghiệp âm nhạc.
Nếu như Nelly Furtado rời bỏ folk để đến với dance, hip-hop ở album mới Loose thì Sandi Thom có thể lấp vào tròn trĩnh khoảng trống mà Nelly để lại khi trộn lẫn folk và soul trong đĩa nhạc của mình. Trái với việc tiếp thị kiểu @ qua Internet, đĩa đơn đầu trích từ album, bài I wish I was a Punk Rocker (with Flowers in My Hair) lại toàn những ý hoài cổ. Ngay cái tựa cũng nhắc đến thời nhạc psychedelic, nhạc folk với khẩu hiệu "flower power" những năm 60, với "hoa cài trên mái tóc khi đến San Francisco" trong bài San Francisco. Dòng nhạc kế tiếp trong thập niên 70 chính là punk rock với Sex Pistols, Clash, Ramones và mong muốn của Sandi là trộn lẫn 2 dòng nhạc này: "Tôi muốn mình là kẻ chơi nhạc punk với hoa cài trên tóc, với tinh thần những cuộc cách mạng năm 1969 và 1977 trong không khí. Tôi sinh ra quá trễ trong một thế giới mà mọi người chẳng còn quan tâm đến nhau. Tôi ước được sống trong thời gian mà âm nhạc thật sự có ý nghĩa, radio là bá chủ, khi giới truyền thông chẳng thể nào mua được linh hồn của bạn, khi máy vi tính còn là thứ gì đó cực kỳ kinh khủng. Khi đó, các ngôi sao âm nhạc là những huyền thoại, sự ngây thơ là hạnh phúc và cách duy nhất để liên lạc với nhau là những lá thư tay, khi mà những cửa hàng băng đĩa vẫn thống lĩnh và những gì họ trữ để bán là đĩa nhựa vinyl...". Bài hát cũng chơi chữ trong câu "And when God save the Queen she turned a whiter shade of pale".Các bài hát khác của Sandi như Superman, Time, Under the sun, Lonely Girl... tương đối nhẹ nhàng.